# У матросів немає питань
«У матросів немає питань» (рос. «У матросов нет вопросов») — радянський комедійний художній фільм кінорежисера Володимира Рогового, знятий за сценарієм Аркадія Ініна в 1980 році.

## Сюжет
Пасажирський літак через негоду здійснює вимушену посадку, і двом його пасажирам — Алі Шаніній (Наталія Казначеєва) і Саші Фокіну (Вадим Андрєєв) — доводиться провести разом кілька днів, під час яких вони переживають безліч кумедних пригод і розуміють, що люблять один одного.

## У ролях
- Вадим Андрєєв — Саша (Олександр Іванович) Фокін
- Наталія Казначеєва — Аля Шаніна
- Тетяна Пельтцер — Клавдія Михайлівна
- Михайло Пуговкін — дядько Михайло
- Людмила Хитяєва — Жанна Петрівна
- Євгенія Ханаєва — Анна Євлампіївна
- Микола Денисов — Сергій
- Вадим Захарченко — лікар
- Георгій Мілляр — пасажир у вагоні
- Юрій Саранцев — батько Алі
- Георгій Юматов — шофер
- Марія Барабанова — перехожа
- Борис Гітін — начальник аеропорту
- Олена Астаф'єва — дівчина з мікрофоном
- Сергій Ніколаєв —  епізод
- Євген Карельських —  епізод
- Наталія Ричагова — завідувачка відділом «Зал для молодят» в універмазі
- Євген Смирнов — ревізор в ресторані
- Тамара Яренко — доктор
- Клавдія Хабарова — пасажирка

## Знімальна група
- Режисер — Володимир Роговий
- Сценарист — Аркадій Інін
- Оператор — В'ячеслав Єгоров
- Композитор — Олександр Журбін
- Художник — Віктор Сафронов